# Fragile (Dead or Alive)
Fragile è un album di Remix del gruppo musicale britannico Dead or Alive, pubblicato dall'etichetta discografica indipendente Avex Rave nel 2000.
L'album, al pari di Fan the Flame (Part 1) della stessa band, è stato pubblicato solo in Giappone, dove i Dead or Alive erano molto popolari.
L'album è per metà di inediti e per metà di re-make di brani dei Dead Or Alive. Da esso è stato tratto solo un singolo, Hit and Run Lover.
Da notare la presenza del brano Even Better Than The Real Thing, riarrangiato, che i Dead Or Alive avevano inciso per un album tributo per gli U2, e la versione remixata della popolare ballata dei Dead Or Alive Blue Christmas.

## Tracce
1. Hit and Run Lover
2. Turn Around and Count to Ten (2000 remix)
3. Something in My House (2000 remix)
4. Even Better Than the Real Thing (2000 remix)
5. I Paralyze
6. Isn't It a Pity?
7. You Spin Me 'Round (Like a Record) (2000 remix)
8. Just What I Always Wanted
9. My Heart Goes Bang (2000 remix)
10. Lover Come Back to Me (2000 remix)
11. I Promised Myself
12. Blue Christmas (2000 remix)
13. Hit and Run Lover (Bonus Hit Remix)